# Ilirija (podjetje)
Ilirija d.d. je slovensko podjetje, ustanovljeno leta 1908, ki se ukvarja s proizvodnjo kozmetike in drugih kemičnih izdelkov. Najbolj znana blagovna znamka podjetja je linija kozmetike Subrina.
Ima zelo obsežno ponudbo saj obsega vse od profesionalne kozmetike, kozmetike, sveč do kemije. Pred kratkim je podjetje odprlo novo tovarno v Lendavi.

## Zgodovina
Leta 1908 je Franc Golob s šestimi sodelavci ustanovil podjetje Golob & KO, kjer so se proizvajale kreme za čevlje. Leta 1923 se jim je pridružil Ivan Rozman, ki je razširil proizvodnjo na sveče, mila in pralne praške.
Po drugi svetovni vojni so nove oblasti leta 1946 podjetje nacionalizirale in mu spremenile ime v današnje Ilirija. Leta 1953 so začeli proizvodnjo kozmetike za lase Narta, leta 1958 pa uvedli blagovno znamko Subrina. Leta 1972 so ustanovili Narta studio (kasneje Subrina studio), tri leta pozneje pa se združili s podjetjem Vedrog in preimenovali v Ilirija Vedrog.
Po osamosvojitvi Slovenije je Ilirija postala delniška družba (1997) in uvedla posebno linijo Subrina Professional za frizerje, tej je sledila linija Triocolor Professional. 
Subrina je leta 2004 postala zaščitna znamka podjetja, leto pozneje sta se Subrina Professinal in Triocolor Professional združili v Subrino Professional.
Podjetje je leta 2006 kupilo Lek Kozmetiko, leto pozneje je mednarodna organizacija Superbrands Subrino imenovala za »Slovenia Superbrands 2007«.